# Reaktor B
Reaktor B v lokalitě Hanford Site ve státě Washington byl vůbec prvním produkčním jaderným reaktorem. Projekt byl klíčovou součástí projektu Manhattan, amerického programu vývoje jaderných zbraní během druhé světové války. Jeho účelem bylo přeměnit přírodní (nikoli obohacený) uran na plutonium-239 pomocí neutronové aktivace, protože plutonium je jednodušší chemicky oddělit z vyhořelých palivových článků pro použití v jaderných zbraních než obohatit uran na více než 90 %, tedy na materiál vhodný pro atomové bomby. 
Reaktor B byl moderován grafitem a chlazen vodou. Následně byly během války v sousedství reaktoru B postaveny dva další reaktory stejného typu (reaktor D a reaktor F). Po druhé světové válce bylo v Hanfordu postaveno ještě několik dalších reaktorů na výrobu plutonia a navazující zařízení pro jeho zpracování.

## Předchozí reaktory

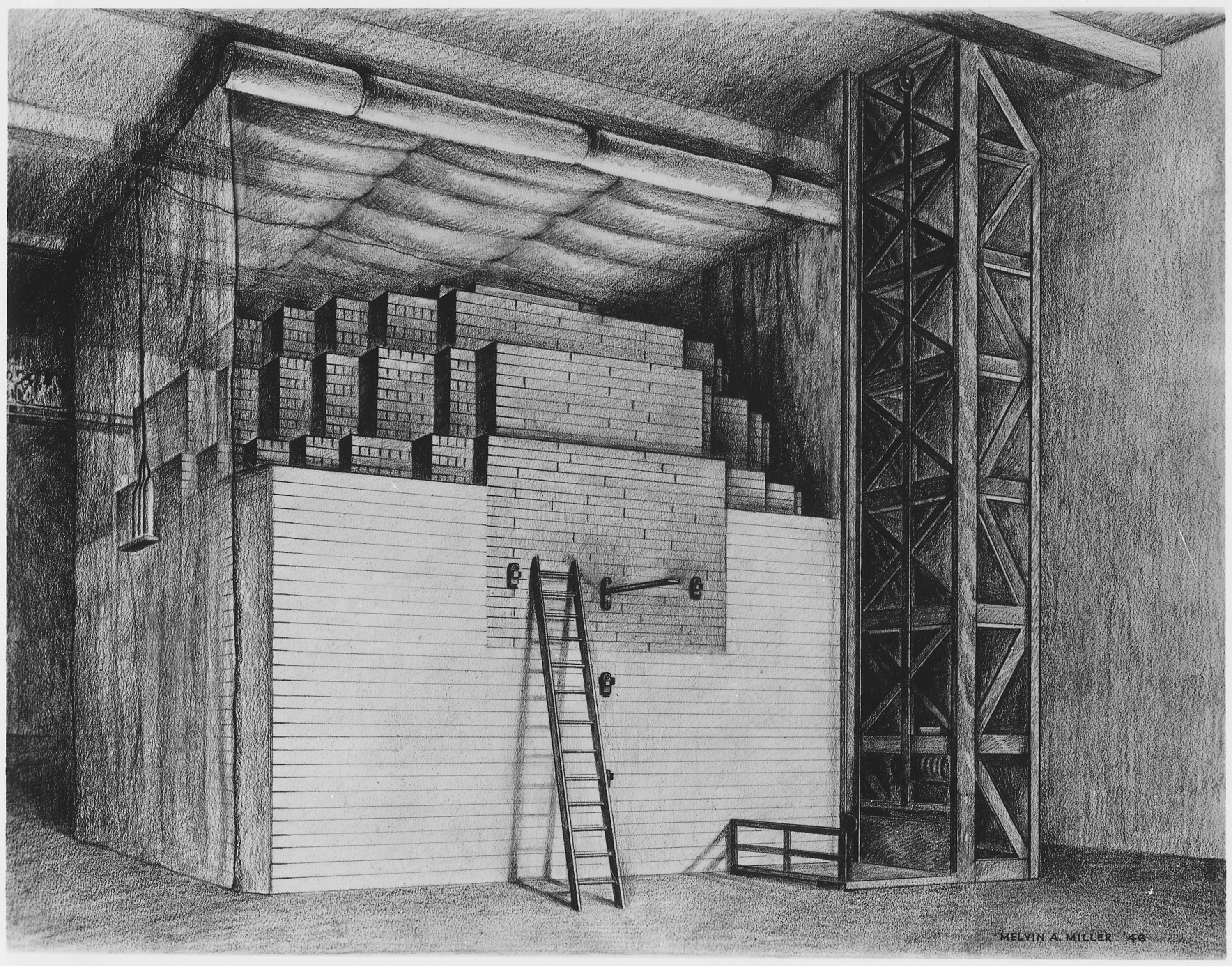
Chicago Pile-1 (1942)

### Chicago Pile-1
Chicago Pile-1 (nebo též CP-1) byl první člověkem postavený jaderný reaktor na světě, který byl součástí projektu Manhattan. Jeho základním cílem bylo ověřit proveditelnost řízené štěpné jaderné reakce. Reaktor navrhl a postavil v roce 1942 tým pod vedením italského fyzika Enrica Fermiho. Tento velmi jednoduchý (např. neměl chlazení ani ochranný plášť), ryze experimentální jaderný reaktor byl postavenou pod tribunou fotbalového stadionu Chicagské univerzity. Stavby se účastnil neproškolený personál, velkou část manuální práce provedli v rámci kondičního tréninku hráči místního univerzitního fotbalového týmu. Poprvé byl na několik minut spuštěn 2. prosince 1942. Znovu byl na krátkou dobu spuštěn 12. prosince téhož roku.

### Grafitový reaktor X-10

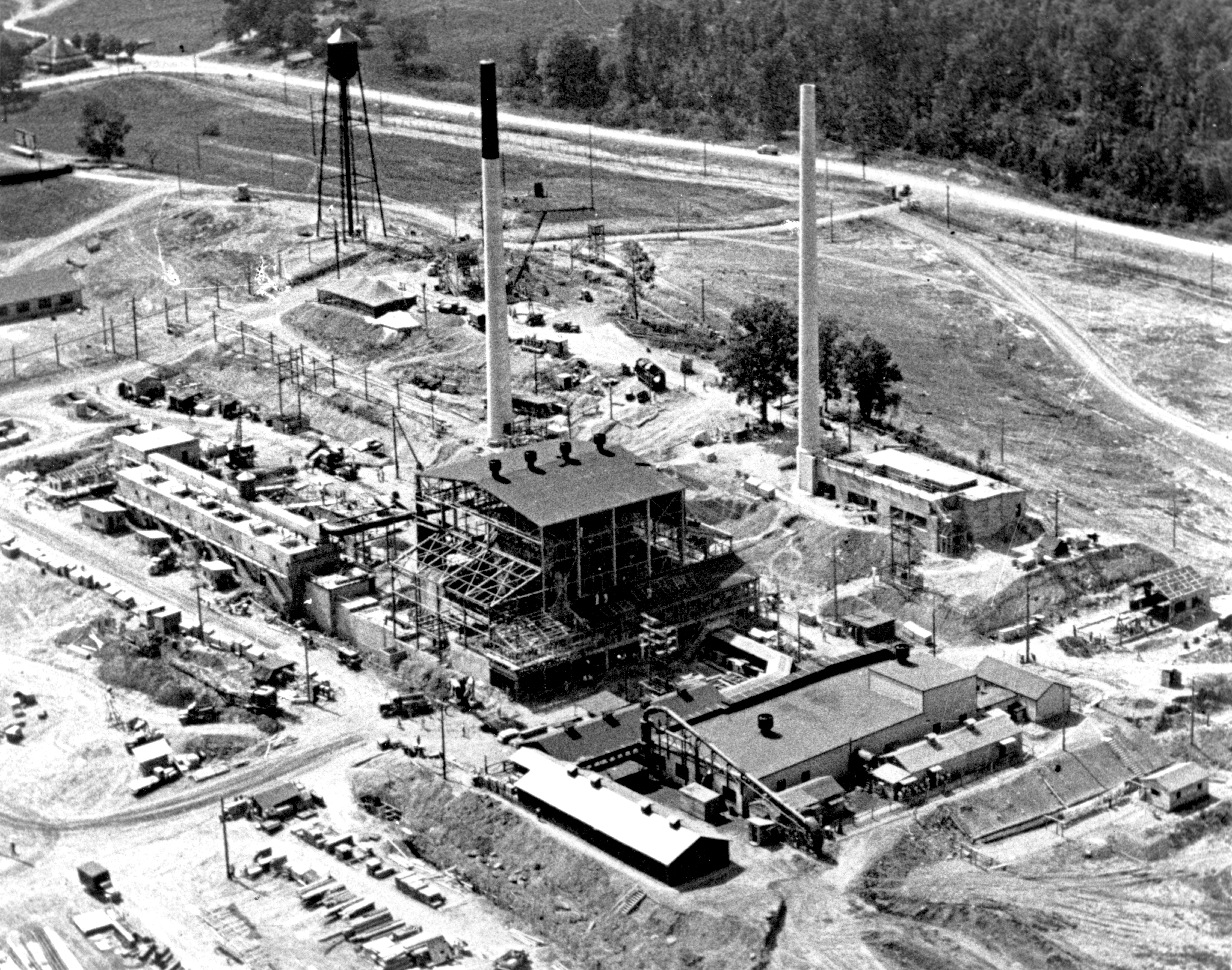
Stavba reaktoru X-10 v roce 1943

Grafitový reaktor X-10 byl postaven již v nové tajné lokalitě „Site X“ (Oak Ridge ve státě Tennessee). Byl spuštěn 4. listopadu 1943. Na rozdíl od Chicago Pile-1, ve kterém byla reakce udržena vždy jen po dobu několika minut, bylo úkolem reaktoru X-10 udržet reakci kontinuálně, aby personál Projektu Manhattan získal potřebné zkušenosti pro produkci plutonia. Jeho konstrukce již byla mnohem pokročilejší než v případě CP-1, nicméně pořád ještě šlo ve značné míře o experimentální reaktor.
Původně měly být v Oak Ridge postaveny i další, již ryze produkční reaktory sloužící k výrobě plutonia. Panovaly ale obavy, že město Knoxville, které v té době mělo přes 100 tisíc obyvatel, je vzdáleno jen zhruba 30 kilometrů. Ale i méně závažná havárie by mohla narušit životně důležitou válečnou výrobu. Dalším důvodem bylo to, že i když Oak Ridge bylo vybráno mimo jiné pro dostatek elektřiny, rozestavěné komplexy pro separaci uranu byly tak obrovské a energeticky náročné, že se očekávalo, že spotřebují veškeré přebytky elektřiny. Všechny další reaktory proto byly postaveny již v nové lokalitě Hanford ve státě Washington na severozápadě USA.

## Reaktory pro výrobu plutonia

### Reaktor B

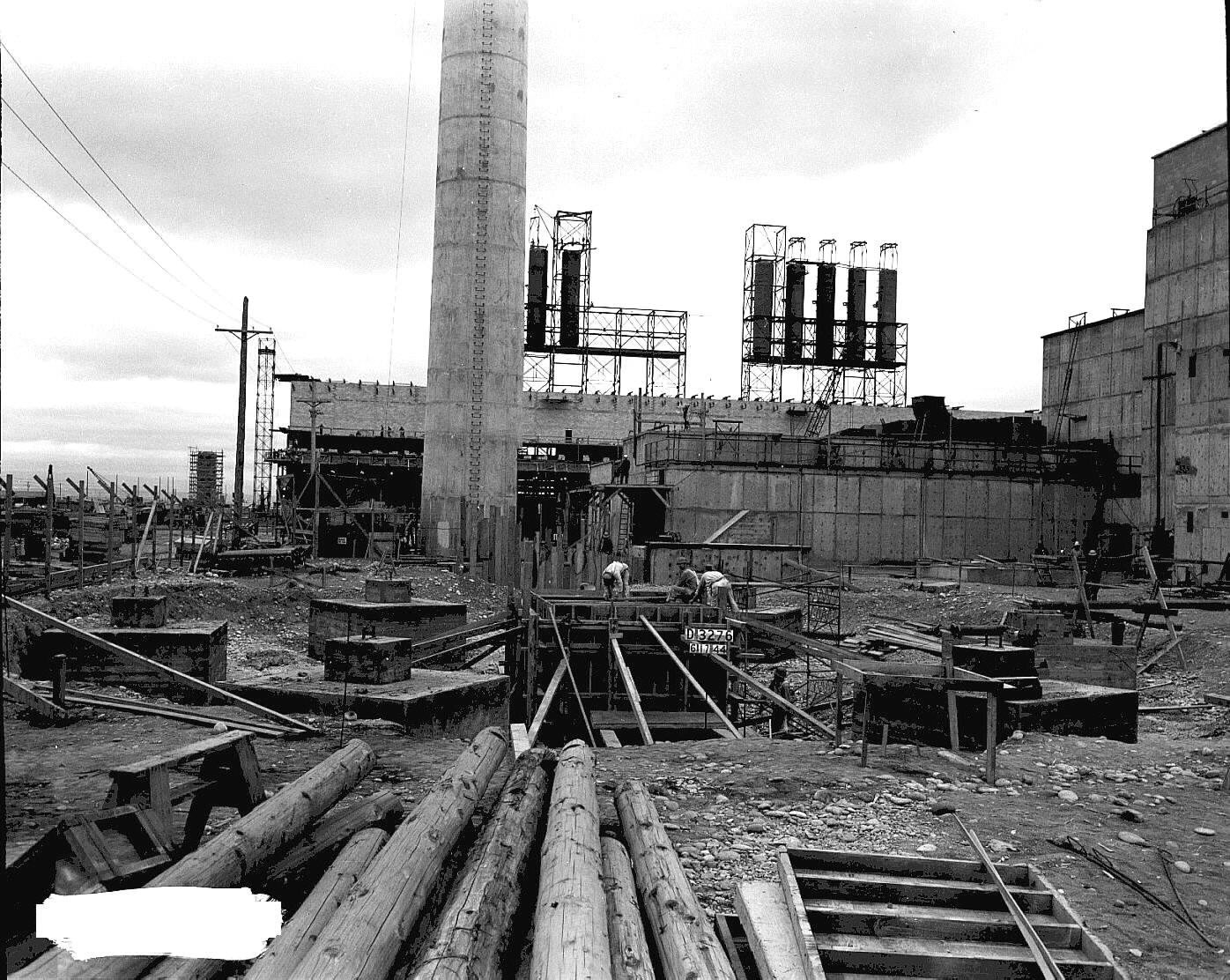
Reaktor B během výstavby (1943)

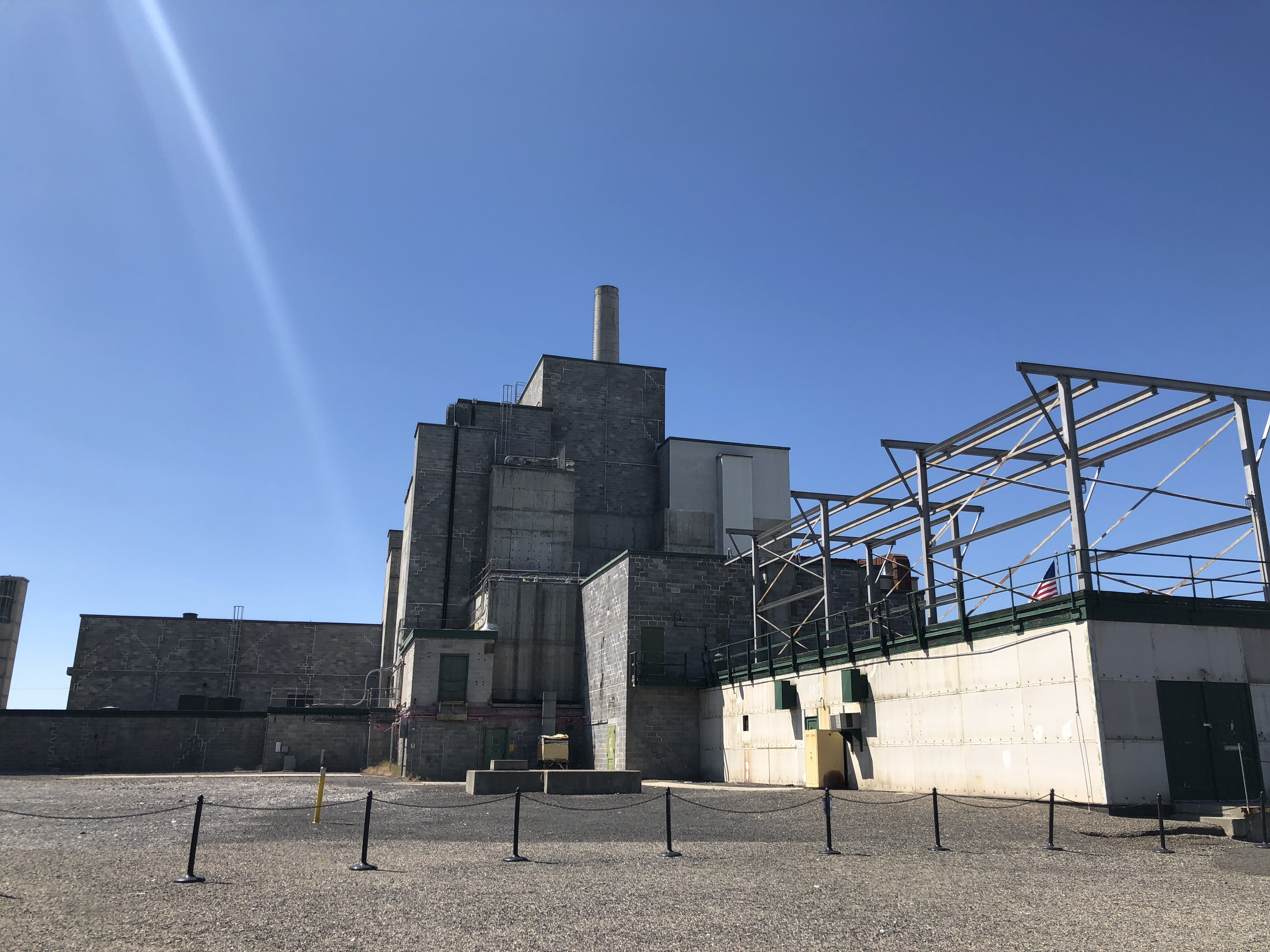
Reaktor B v roce 2018: je přístupný turistům (nutná rezervace)

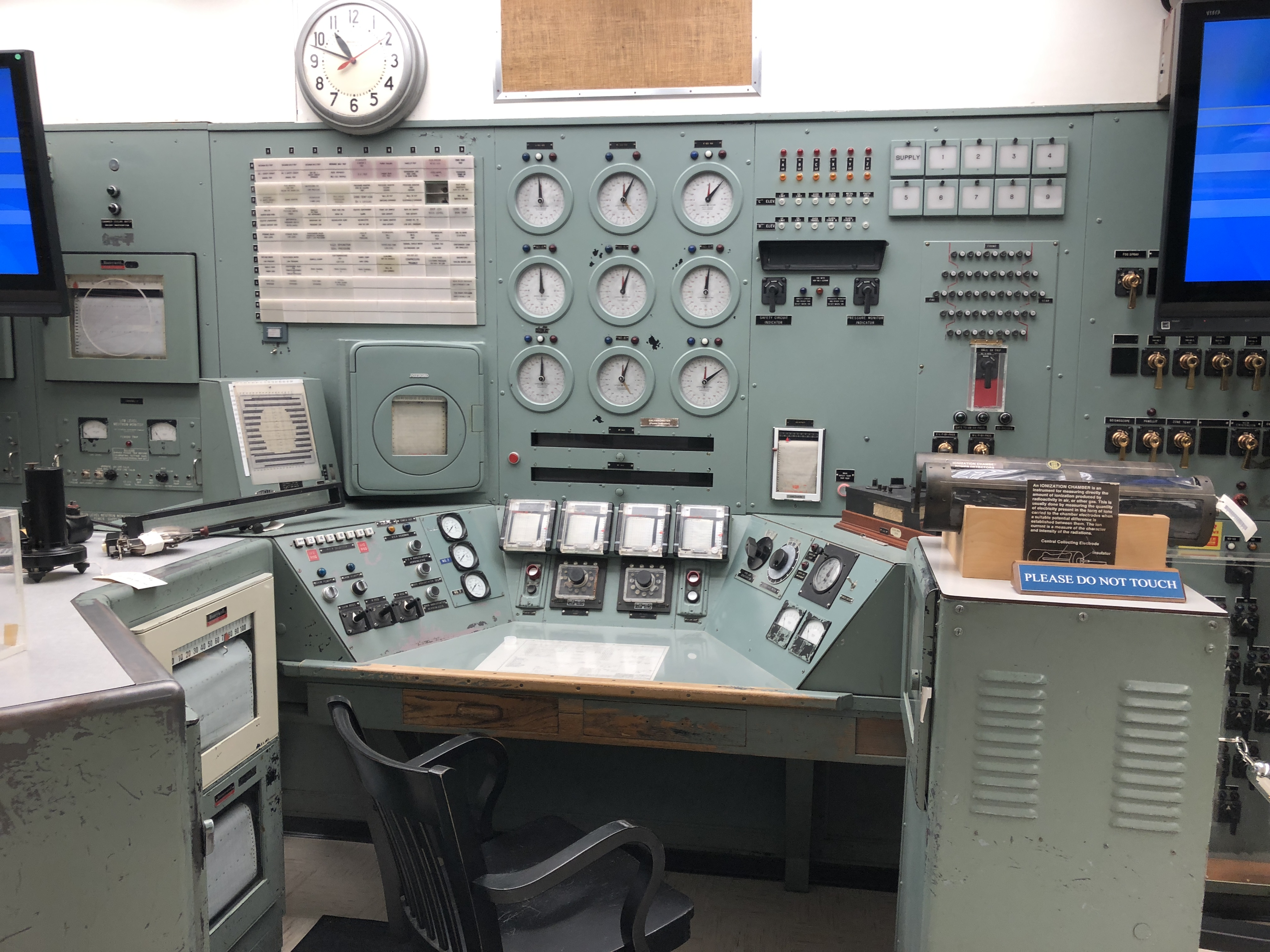
Řídící centrum reaktoru B

Reaktor B byl první reaktor postavený v Hanfordu a první reaktor, který produkoval plutonium potřebné pro výrobu jaderných zbraní. Vyhořelé palivové články obsahující plutonium byly dále zpracovávány v navazujícím komplexu. V něm bylo odděleno vzniklé plutonium od zbylého uranu a štěpných produktů. Každá separační továrna se skládala ze tří částí: vlastní separační budova, ventilační budova pro likvidaci radioaktivních plynů a skladiště pevných a kapalných odpadů.
Výstavba samotného reaktoru B započala 7. června 1943 a byla dokončena 13. září 1944. Ke konci září 1944 bylo dosaženo řízené reakce a po překonání problémů s absorbátory neutronů reaktor vyrobil první plutonium 6. listopadu 1944. Výstavbu zajišťovala společnost DuPont, která na základě kontraktu s armádou měla na starosti i výstavbu všech dalších zařízení v areálu Hanford.

### Reaktory D a F
Tyto reaktory byly prakticky stejné jako první reaktor B. Reaktor D byl spuštěn v prosinci 1944 a reaktor F v únoru 1945. Reaktory byly moderovány grafitem a chlazeny vodou. Skládaly se z grafitového válce o rozměrech přibližně 8,5 × 11,0 metrů a hmotnosti asi 1100 tun, kterým po celé délce horizontálně prostupovalo 2004 hliníkových trubek  do kterých se vkládal uran.
Reaktor byl obklopeno tepelným štítem z litiny o tloušťce 20 až 25 cm a hmotnosti přibližně 910 tun. Tepelný štít byl obklopen masonitovými a ocelovými deskami, které tvořily štít na ochranu před radiací. Spodní část tepelného štítu byla na betonových základech o tloušťce 7 metrů, které byly zakončena litinovými bloky. Rychlého nouzového odstavení reaktoru  bylo možné dosáhnout úplným zasunutím svislých řídících bezpečnostních tyčí nebo jako záložní metoda šlo použít vstříknutí borité vody do reaktoru. V lednu 1952 byl systém s boritou vodou nahrazen systémem „Ball-3X“, který do kanálů vypouštěl kuličky z oceli s vysokým obsahem boru.
Reaktory neměly žádné pohyblivé části, jediné zvuky vydávala soustava obřích vodních čerpadel. Chladicí voda byla trubkami čerpána rychlostí 1900 litrů za sekundu, což by bylo dost vody pro zásobování velkého města. Všechna pomocná zařízení měl každý reaktor samostatná, včetně systému nouzového chlazení, pokud by byla přerušena dodávka elektřiny. Použitá chladicí voda byla krátkodobě vypouštěna do usazovacích nádrží a vracela se do řeky poté, co uplynula doba na rozpad radioaktivních materiálů s krátkým poločasem rozpadu, usazení pevných částic a došlo k dostatečnému ochlazení vody, aby mohla být vypuštěna do řeky Columbia, aniž by příliš zvyšovala její teplotu.
Nouzové odstavení reaktorů a jejich chlazení bylo nechtěně vyzkoušeno ke konci války. Dne 10. března 1945 zasáhla japonská balónová bomba vedení vysokého napětí mezi elektrárnami Grand Coulee a Bonneville. To způsobilo nejprve přepětí a posléze výpadek proudu ve vedení k reaktorům. Bezpečnostní zařízení automaticky odstavilo reaktory. Elektrické vedení nebylo vážně poškozeno a bylo rychle opraveno. Hanford Site se tak stalo jediným americkým jaderným zařízením, které se během války stalo terčem nepřátelského útoku, byť nepřímo.
Reaktory v Hanfordu na přímou žádost Roberta Oppenheimera v jednom období místo plutonia-239 vyráběly také polonium-210. Greenewalt proti tomu protestoval, ale  marně.  Polonium bylo nutné pro výrobu iniciátorů pro bomby a soustředění veškeré jeho výroby do experimentálního reaktoru X-10 v Oak Ridge by bylo mnohem rizikovější.

### Srovnání výroby uranu a plutonia
Vysoce obohacený uran, který byl vyroben v Oak Ridge byl využit pro výrobu bomby Little Boy, která byla svržena na Hirošimu, zatímco plutonium vyrobené v Hanfordu bylo využito pro dvě bomby: zkušební bombu v rámci Trinity testu v Novém Mexiku a bombu Fat Man, která byla svržená na Nagasaki. Po válce bylo vyrobeno ještě několik uranových bomb, ale mnohonásobně více bylo plutoniových bomb. 
Zvýšení přirozeného podílu izotopu uranu 235U z přibližně 0,72 % na výrazně více než 90 % je technologicky, energeticky, personálně  i jinak velmi náročný proces. Ve srovnání s tím je výroba plutonia z přírodního (nikoli obohaceného) uranu mnohem jednodušší proces, i když je k tomu potřeba jak reaktor, tak následné zpracovaní vyhořelého paliva. Separace plutonia je však mnohem jednodušší než separace izotopů uranu, byť také vyžaduje velké separační továrny.
Pro srovnání, v Oak Ridge byly postaveny celkem tři komplexy na separaci uranu (K-25, Y-12 a S50), každý používal jinou technologii separace. Komplex K-25 se stal po svém dokončení v roce 1944 největší budovou na světě, když překonal počátkem roku 1943 dokončenou budovu Pentagonu. Komplex Y12 (neboli tzv. calutron) potřeboval mimo jiné 14 700 tun stříbra,  provoz zajišťovalo více než 22 000 zaměstnanců a spotřebovával více elektrické energie, než tehdy jednotlivě činila spotřeba většiny států v rámci USA.
Reaktor B v Hanfordu po dokončení stavby vyžadoval jen několik desítek zaměstnanců a mnohem méně speciálního materiálu. Největší část reaktoru tvořilo výše uvedených 1100 tun grafitu používaného jako moderátor. Jeho spotřeba elektrické energie byla rovněž mnohonásobně menší, vyžadovala pouze tolik elektřiny, aby stačila na provoz chladicích čerpadel. K tomu je nutno přičíst ještě zařízení na zpracování plutonia. Budovy pro separaci plutonia byly v Hanfordu postaveny celkem tři, což postačovalo pro všechny reaktory a byly to sice mohutné betonové stavby dlouhé 240 metrů, vysoké 24 metrů a široké 20 metrů, ale i tak výroba plutonia v Hanfordu celkově vyžadovalo mnohem méně zdrojů než výroba vysoce obohaceného uranu v Oak Ridge.

## Součást Manhattan Project National Historical Park
Reaktor B byl v provozu až do roku 1968. Pro jeho historický význam se mu dostalo zvláštního zacházení. 3. dubna 1992 byl zapsán do Národního registru historických míst (National Register of Historic Places). V roce 2001 bylo vydáno memorandem o opatřeních EPA se záměrem umožnit prohlídky reaktoru pro veřejnost. 19. srpna 2008 byl reaktor jmenován Národní historickou památkou (National Historic Landmark). Koncem roku 2014 byl po předchozích dvou neúspěšných pokusech přijat zákon, kterým se zřizuje Manhattan Project National Historical Park, v roce 2015 byl projekt oficiálně vyhlášen.
Z několika desítek míst vztahujících se k projektu Manhattan byla vybrána tři místa, které patří mezi historicky a jinak nejvýznamnější. Park se skládá z těchto částí: bývalý „Site X“ v Oak Ridge, Tennessee (grafitový reaktor X-10 a části několika rozsáhlých komplexů na obohacování uranu),  „Site Y“ neboli Los Alamos a zdejší národní laboratoř a právě „Site W“ v Hanfordu, stát Washington.
Památkově je chráněno více objektů, ale ne všechny jsou z bezpečnostních, technických a dalších důvodů přístupné turistům. Pokud jde o Hanford Site, po předchozí rezervaci lze v rámci autobusové exkurze navštívit právě reaktor B a několik dalších míst, např. zbytky ubytovacího komplexu pro stavbaře Hanfordu a v něm bývalou Hanford High School.